# Bertulf van Trier
Bertulf, Bartholf, of Barthold (gestorven in 883) was de aartsbisschop van Trier van 869 tot zijn dood.
Op 26 september 870 nam Bertulf deel aan een synode in Keulen samen met de andere Rijnlandse metropolieten, Liutbert van Mainz en Willibert van Keulen, en herwijdde de Dom van Keulen.